# Рустем Скибин
Рустем Володимирович Скибин (на украински: Рустем Володимирович Скибін) е украински скулптор, грънчар и етнограф от кримотатарски произход.
Пполучава наградата „Почетен майстор на народното творчество на Украйна“ през 2020 г.

## Биография
Роден е в Самарканд, Узбекска ССР, СССР през 1976 г. Завършва Самаркандското училище по изкуства със специалност „Художник-педагог“ през 1996 г. Същата година се установява в Крим – родината на майка му.
Работи като главен художник в керамичното предприятие „Таврика“ в Симферопол от 1996 до 2000 г. Въз основа на орнаментите от кримскотатарската бродерия, събрани и дешифрирани от художника изкуствовед Мамут Чурлу, създава свой собствен стил на полихромно рисуване на керамика, който продължава традициите на кримските татари. Активно събира, анализира, възстановява технологии за производство на разни форми на традиционна битова керамика, изучава и възстановява професионалния речник.
Скибин е автор на серия от уникални чинии с изискани калиграфски композиции, които са основният му продукт. Произвежда също керамични лампи, фонтани, музикални инструменти, декоративни пана. Негови творби са популярни извън Крим и Украйна.
Преподава в детското керамично студио „Чолмекчилер“ (на кримскотатарски: „Грънчар“) в гр. Бахчисарай. В село Акрополис, Симферополски район, създава творческа работилница „Ел-Чебер“ (на кримскотатарски: „Страна на майсторите“), където се обучават майстори като Айдер Абибулаев и Асие Мушурова.
Скибин участва активно в регионални, национални и международни изложби. Участва в много фолклорни фестивали и панаири в Украйна, Полша и Турция, в презентациите на културата на коренното население на Крим в Съвета на Европа в Страсбург през 2015 г., представя традиционна кримскотатарска керамика в изложбата на кримската керамика на фестивала „Blur West“ в Торонто, Канада през 2018 г. 
Член е на творческата асоциация „Chatyr-Dag“. Кандидат-член е на Националния съюз на майсторите на народното творчество на Украйна. Член е на Асоциацията на кримскотатарските художници.

## Галерия
- Във вестник „Култура и житие“, №45-48, 2015 г.
- Скибин на Украинския фестивал „Blur West“ в Торонто, 2018 г.